# Pseudocerceis trilobata
Pseudocerceis trilobata är en kräftdjursart som först beskrevs av Baker 1908.  Pseudocerceis trilobata ingår i släktet Pseudocerceis och familjen klotkräftor. Inga underarter finns listade i Catalogue of Life.